# تری‌سام
آمیزش جنسی سه‌نفره یا تری‌سام (به انگلیسی: Threesome) گونه‌ای از آمیزش جنسی می‌باشد که به‌طور همزمان فقط بین «سه نفر» انجام می‌شود. این سه نفر ممکن است سه مرد، سه زن، دو مرد و یک زن، یا دو زن و یک مرد باشند.
این رابطه ممکن است بیشتر در موقعیت‌های خصوصی، مانند: روابط جنسی اتفاقی بین سه دوست یا در یک اجتماع متشکل از هم‌فکران اتفاق افتد، یا به عنوان یک تجربهٔ فقط یک‌بار برنامه‌ریزی شده رخ دهد. برخی از زوجین از رابطهٔ سه‌نفری به عنوان راهی برای ایجاد مثلث عشقی (ménage à trois) نیز استفاده می‌کنند.
در آمیزش جنسی سه‌نفره عنصر مشترک خیال‌پردازی جنسی است.

## سه مرد
در آمیزش جنسی میان سه مرد ممکن است هر سه آن‌ها به آمیزش مقعدی بپردازند یا دو نفر آمیزش مقعدی داشته و نفر سوم تحریک دهانی دریافت کند، یا یک نفر به تحریک دهانی دو نفر دیگر بپردازد. برخی مردان می‌توانند همزمان از یک جهت آمیزش مقعدی دریافت کنند. واین در حالی‌که ممکن است برخی تنها تماشاگر باشند و به فعالیت کم‌تری بپردازند.
آمیزش جنسی سه‌نفره ممکن است برای برخی زوج‌ها جذاب، اما این‌گونه از آمیزش در عمل می‌تواند در به‌وجود آمدن احساس حسادت نقش داشته باشد. به گونه‌ای که مثلاً یکی از افراد احساس کند تنها مانده‌است. از سوی دیگر این‌گونه از آمیزش در میان افراد غریبه می‌تواند هیجان‌انگیز نیز باشد.

## در رسانه
برخی از فیلم‌های سینمایی که به گونه‌ای آمیزش جنسی سه‌نفره را نشان داده‌اند، عبارتند از: کن پارک، رویاپردازان، و مادرت را هم (دو مرد و یک زن)، ویکی کریستینا بارسلونا (دو زن و یک مرد)، شرم، وحشی‌ها، عشق، تق تق، تعطیلات بهاری و در جاده.